# Гогмеєн
Гогмеєн (нід. Hoogmeien) — селище в нідерландській провінції Гелдерланд. Входить до муніципалітету Бюрен. Наразі у селищі нараховується близько 25 будинків.